# Shōgo Nakahara
Shōgo Nakahara (中原 彰吾?, Nakahara Shōgo; Sapporo, 19 maggio 1994) è un calciatore giapponese, centrocampista dell'Hokkaido Tokachi Sky Earth.

## Palmarès

### Club

#### Competizioni nazionali
- J2 League: 1

Consadole Sapporo: 2016